# 比拉尔·塔布尔
比拉尔·塔布尔（土耳其語：Bilal Tabur，1949年1月1日—），土耳其男子摔跤运动员。他曾代表土耳其参加世界摔跤锦标赛，获得一枚银牌。他也曾参加1976年夏季奥林匹克运动会。